# Cara G.
（全名，1984年3月22日—），在澳洲維多利亞省出生的香港模特兒，六國混血兒。
Cara G.的父親是瑞士、德國及愛爾蘭混血兒；母親則是泰國、中國及阿拉伯混血兒，2003年來港出道。

## 個人生活
2013年3月30日，Cara G.與拍拖7年的男友Jesper Mcilroy在泰國華欣結婚。同年8月19日宣佈懷孕3個月，長女India Wilde在翌年3月6日出生。
2015年2月12日，在社交網站再次宣佈懷孕，次女Freija Rain在同年8月4日出生。
2018年11月7日，在社交網站第三次宣佈懷孕。幼女Noa Storm在翌年5月12日出生。

## 外部連結
- Cara G.的Instagram帳戶
- Cara G.的X（前Twitter）